# Олег Блохин
Олег Володимирович Блохин (укр. Олег Володимирович Блохін, Кијев 5. новембар 1952) је бивши совјетски фудбалер, бивши украјински фудбалски тренер и селектор украјинске репрезентације. Блохин је као играч 1975. године добио Златну лопту, поставши тако други совјетски и први украјински играч који је добио ову награду.
Блохин је већим делом своје каријере играо за Динамо из Кијева, са којим је 8 пута освајао првенство Совјетског Савеза и 2 пута Куп победника купова 1975. и 1986, оба пута је био стрелац у финалу. Рекордер је по броју постигнутих голова у првенству Совјетског Савеза са 211 голова и рекордер по броју одиграних утакмица, такође је рекордер по броју одиграних утакмица и постигнутих голова за репрезентацију Совјетског Савеза са 112 утакмица, односно 42 гола. Учествовао је на светским првенствима 1982. и 1986. године.
Као тренер, са репрезентацијом Украјине је стигао до четвртфинала светског првенства 2006. године у Немачкој.

## Трофеји
Динамо Кијев
- Првенство Совјетског Савеза : 8
  - 1971, 1974, 1975, 1977, 1980, 1981, 1985, 1986
- Куп Совјетског Савеза : 5
  - 1974, 1978, 1982, 1985, 1987
- Куп победника купова : 2
  - 1975, 1986
- Европски суперкуп : 1
  - 1975

Индивидуални
- Златна лопта : 1
  - 1975
- Совјетски фудбалер године : 3
  - 1973, 1974, 1975
- Украјински фудбалер године : 9
  - 1972, 1973, 1974, 1975, 1976, 1977, 1978, 1980, 1981